# اوستراویتسه
اوستراویتسه (به چکی: Ostravice) یک منطقهٔ مسکونی در جمهوری چک است که در ناحیه فریدک-میستک واقع شده‌است. اوستراویتسه ۲٬۳۹۲ نفر جمعیت دارد.